# Elvin Pool
Elvin Pool is een Surinaams zanger en zangpedagoog. Hij verkreeg landelijke bekendheid door zijn deelname aan het muziekfestival SuriPop. In 2010 bereikte hij de derde plaats en in 2012 zong hij met Lady Shaynah het winnende lied van het festival.

## Biografie
Rond het jaar 2000 werd hij actief als zanger. Vier jaar later, rond zijn 24e, werd hij onderscheiden met een gospelaward van de Stichting Prisiri Fu Masra.
In 2010 deed hij mee aan de 16e editie van SuriPop. Hij zong het lied Mi sa sji a tangi dat was geschreven door Sergio Emanuelson en derde werd tijdens het festival. In 2012 deed hij opnieuw mee met een lied van Emanuelson, Koloku, in een duet met Lady Shaynah (Shanice Redan). Deze keer werd hun uitvoering verkozen tot winnende lied.
Ondertussen was hij in 2011 zijn studie aan het conservatorium van Suriname begonnen die hij in 2017 met een bachelor-graad afrondde. Hiermee behoorde hij tot de eerste lichting afgestudeerden. Tijdens zijn opleiding verscheen in september 2013 zijn eerste single, getiteld Stronger. Hij werkte mee aan verschillende muziekprojecten, waaronder in juni 2013 als zanger tijdens het Parbo Jazz Festival en begin 2015 in de musical Not afraid die door studenten van het conservatorium werd uitgevoerd. Zijn lichting sloot de studie af met een concert, getiteld The Graduates in Concert.
In 2018 begon hij zijn eigen praktijk voor zangles en muziektheorie; tijdens de coronacrisis zette hij deze online voort.